# Leitungszone

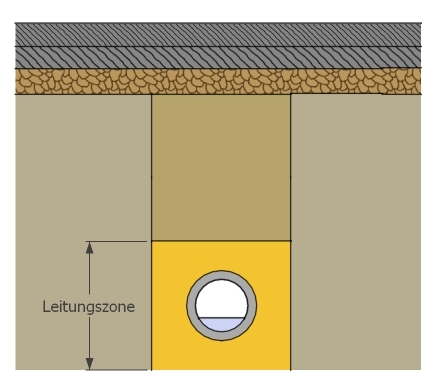
Lageskizze der Leitungszone unterhalb des Straßenoberbaus.

Als Leitungszone wird im Straßen- und Tiefbau in Deutschland gem. ZTVA-StB 97 der Bereich des Auflagers und der Einbettung bei Grabenleitungen und Kabelkanalanlagen in der Breite des Leitungsgrabens bis 0,30 m über dem Scheitel der Leitung verstanden. Der Begriff ist komplementär zur Verdichtungszone.

## Merkmale
Die Leitungszone gliedert sich in folgende Bereiche:
- Untere Bettungsschicht
- Obere Bettungsschicht
- Seitenverfüllung
- Abdeckung

In der Leitungszone ist der Boden beidseitig der Leitung gleichzeitig lagenweise einzubauen und sorgfältig zu verdichten. Wird das versäumt oder unsachgemäß ausgeführt, sind Schäden am Straßenoberbau im späteren Zeitverlauf zu erwarten. In allen Fällen, in denen Rohre in mehreren Lagen übereinander verlegt werden, sind Hohlräume mit Leichtbeton oder gleichwertigem Material zu verfüllen. Leitungen dürfen in Fahrbahnen, wenn mehrere Lagen übereinander geführt werden, nur in Rohren verlegt werden.
Die Bereiche der Leitungszone, die sich nicht einwandfrei verfüllen und verdichten lassen, beispielsweise Zwickel unter beengten Verhältnissen, insbesondere Zwickel unter Rohren, sind mit Beton, Leichtbeton oder mit einem Boden-Bindemittel-Gemisch zu verfüllen.